# ايرج أفشار
إيرج أفشار (1925 - 2011 م) هو باحث وببلوغرافي، من أهل إيران.
ولد افشار بطهران في خريف سنة 1925 م. والده هو محمود افشار مؤسس موقوفات الدكتور «محمود افشاري يزدي» ومن أساتذة مدرسة دار الفنون. تلقى إيرج علومه الأولية في مدرسة «الزرادشتيين» الأساسية في العام 1933 م، ثم في مدرسة «شاهبور» الإعدادية بحارة «تجريش»، وأنهی الثانوية العامة في مدرسة «فيروز بهران». دخل بعدها كلية الحقوق بجامعة طهران في العام 1945 م، ونال شهادة الدكتوراه في فرع الحقوق في عام 1949 م. كما كان رئيس تحرير «آينده»، مجلة فارسية للدراسات الإيرانية.

## آثاره
ألّف أفشار وصحّح وترجم قرابة 300 كتاباً، منها:
- إسكندرنامه (رسالة إسكندر).
- برونده صالح (قضية صالح)
- كاهشماري در إيران قديم (التقويم في إيران القديمة).
- رياض الفردوس.